# 夏の牧歌
夏の牧歌（なつのぼっか、Pastorale d'été）は、アルテュール・オネゲルが作曲した交響詩。フランスの作曲家ロラン＝マニュエルに献呈された。演奏時間は約7分。
1920年の夏、作曲家28歳のとき、両親の故郷でもあるベルナー・オーバーラント地方の景勝地、ヴェンゲンで書かれた。オネゲルは、1916年にフランス6人組としてデビューしたが、この曲の好評が作曲家としての名声を固める一歩となった。
作曲のきっかけは、スイスの楽器制作者レオ・シルの依頼による。レオ・シルは、独自に製作した特殊な弦楽器を普及する目的があったらしく、伝統的な弦楽四重奏に加えて通常より小さなヴァイオリンやより大型のコントラバスなどとのアンサンブル曲として依頼した。しかし、オネゲルは、結局通常のオーケストラ編成によって作曲した。レオ・シルの楽器は現在残っていない。
曲は、アルテュール・ランボーの『イリュミナシオン』の中の一節「私は夏の曙を抱いた」というフレーズに霊感を得て書かれたものとされる。アルプス地方の朝の清浄な空間を、おだやかな抒情と精妙なオーケストレーションで描き出している。三部形式で、静けさをたたえた主部、木管が舞曲風の旋律を奏でる中間部からなる。
初演は1921年2月、パリで行われた。聴衆による人気投票で第1位に選ばれ、ヴェルレイ賞を受けた。
編成はフルート、オーボエ、クラリネット、ファゴット、ホルン、弦5部である。